# 사총사 (영화)
사총사(The Four Musketeers)는 영국에서 제작된 리처드 레스터 감독의 1974년 액션, 모험, 멜로/로맨스, 코미디 영화이다. 알렉상드르 뒤마의 소설 《삼총사》를 바탕으로 제작되었다. 마이클 요크 등이 주연으로 출연하였다.

## 출연

### 주연
- 마이클 요크
- 올리버 리드
- 라켈 웰치
- 리차드 체임벌린
- 프랭크 핀레이

### 조연
- 페이 더너웨이
- 찰톤 헤스톤
- 크리스토퍼 리
- 제랄딘 채플린
- 장 피에르 카셀
- 스파이크 밀리건
- 로이 키니어
- 마이클 고더드
- 니콜 칼팬
- 에두아르도 파자르도
- 시몬 워드

## 제작진
- 원작자: 알렉상드르 뒤마 페레
- 프로듀서: 피에르 스펭글러